# Kotlas
Kotlas (en russe : Котлас) est une ville de l'oblast d'Arkhangelsk, en Russie. Chef-lieu du raïon de Kotlas, il n'en fait cependant pas partie, étant à la place inclus dans l'okroug urbain de Kotlas, dont il est aussi le centre administratif. Sa population s'élevait à 61 821 habitants en 2019.

## Géographie
Kotlas est située au confluent de la Dvina septentrionale et de la Vytchegda, à 482 km au sud-est d'Arkhangelsk et à 805 km au nord-est de Moscou. Il fait partie de l'okroug urbain de Koltas, qui réunit quatre localités.

## Histoire
Le statut de ville a été accordé à Kotlas le 3 mai 1917 par le gouvernement provisoire.
À partir des années 1930, Kotlas fut un lieu de déportation de koulaks, administré par le Kotlaslag, une branche du Goulag. Par la suite, toutes les catégories possibles de personnes victimes de la répression stalinienne y furent déportées. Des camps de travail se trouvaient dans les limites mêmes de la ville jusqu'en 1953.
Les détenus travaillaient dans l'industrie forestière et la papeterie, mais aussi à la construction d'usines, de logements, de ponts et de voies ferrées. La plupart des camps étaient des groupes de baraques non gardées.

Kotlas fut aussi un important centre de transit pour les déportés envoyés plus loin dans le nord ou l'est, car la ville était un terminus ferroviaire.

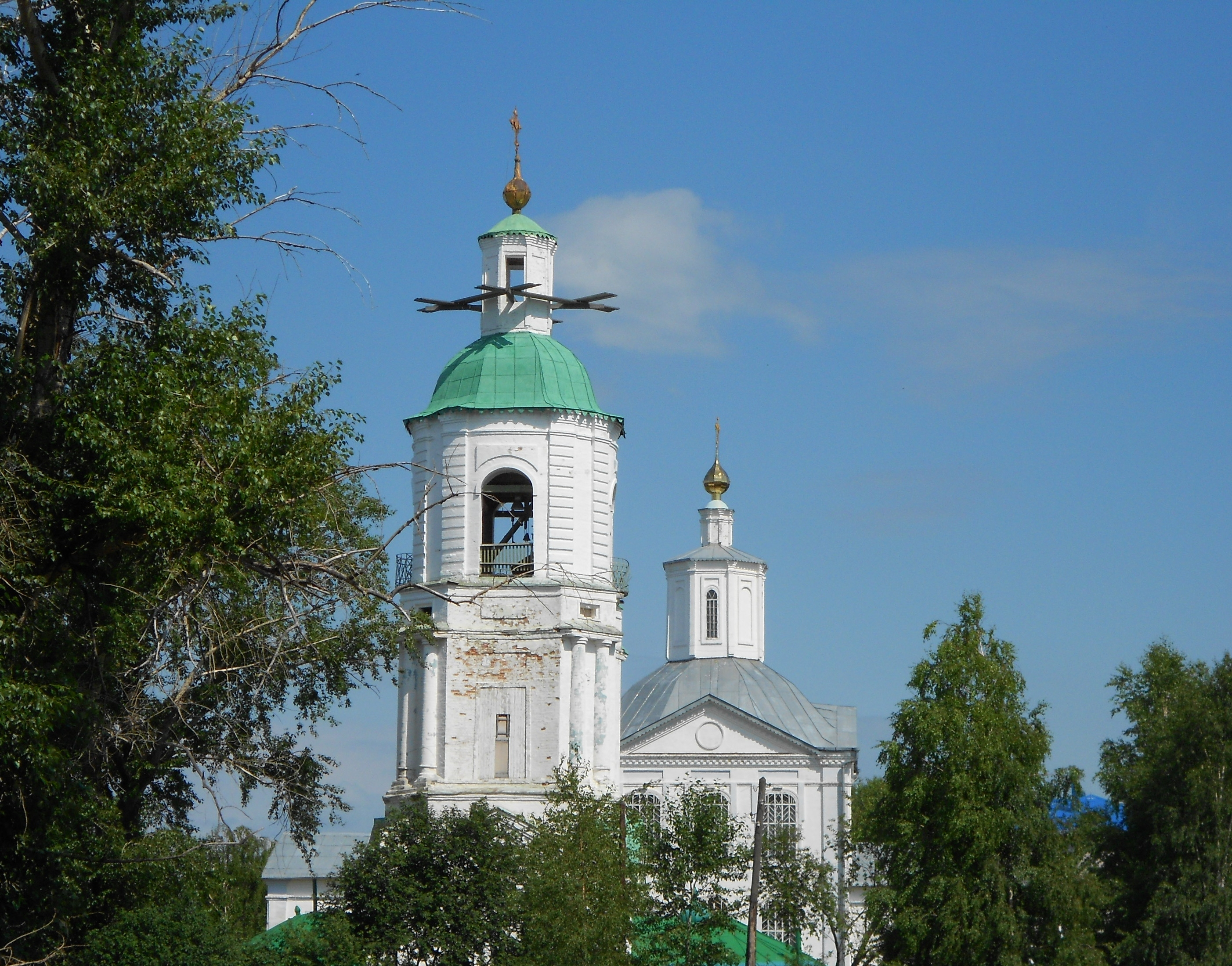
église Saint Stéphane après sa reconstruction en 1990-1994

Il y a, à Kotlas, une section de l'organisation Sovest (Conscience), qui s'efforce de préserver la mémoire de cette époque et d'obtenir des compensations pour les victimes.

## Population
Recensements (*) ou estimations de la population
| 1911 | 1926* | 1931  | 1939*  | 1959*  | 1970*  |
| ---- | ----- | ----- | ------ | ------ | ------ |
| 600  | 4 258 | 5 500 | 17 265 | 52 608 | 55 661 |

| 1979*  | 1989*  | 2002*  | 2010*  | 2013   | 2014   |
| ------ | ------ | ------ | ------ | ------ | ------ |
| 61 454 | 68 021 | 60 647 | 60 562 | 60 348 | 60 532 |

| 2015   | 2016   | 2017   | 2018   | 2019   | 2020 |
| ------ | ------ | ------ | ------ | ------ | ---- |
| 60 981 | 61 512 | 61 902 | 61 805 | 61 821 | -    |

## Climat
Kotlas a un climat subarctique à caractère continental. Si on se réfère à la classification de Koppen le climat de Kotlas est de type : Dfc (climat tempéré froid, sans saison sèche, a été court et frais). La neige recouvre le sol en moyenne 173 jours par an de la fin octobre à la mi-avril et la hauteur de neige peut atteindre 82 cm au milieu de l'hiver (hauteur en moyenne de 44 cm)
- Température record la plus froide : −47,1 °C (janvier 1973)
- Température record la plus chaude : 35,5 °C (30 juillet 2010)
- Nombre moyen de jours avec de la neige dans l'année : 133
- Nombre moyen de jours de pluie dans l'année : 149
- Nombre moyen de jours avec de l'orage dans l'année : 19
- Nombre moyen de jours avec tempête de neige dans l'année : 34

| Mois                              | jan.  | fév.  | mars | avril | mai   | juin | jui. | août | sep. | oct.  | nov.  | déc.  | année |
| --------------------------------- | ----- | ----- | ---- | ----- | ----- | ---- | ---- | ---- | ---- | ----- | ----- | ----- | ----- |
| Température minimale moyenne (°C) | −17,4 | −15   | −7,6 | −2    | 3,6   | 9,2  | 11,4 | 8,2  | 3,8  | −0,9  | −9,1  | −13,4 | −2,4  |
| Température moyenne (°C)          | −13,7 | −11,6 | −4,7 | 2,1   | 8,7   | 14,8 | 17,1 | 13,8 | 7,9  | 1,6   | −5,9  | −10,5 | 1,6   |
| Température maximale moyenne (°C) | −10   | −7,1  | 1,2  | 7,5   | 14,6  | 20,8 | 22,8 | 18,7 | 11,9 | 4,1   | −4    | −7    | 6,1   |
| Record de froid (°C)              | −47,1 | −44,9 | −36  | −29,9 | −12,8 | −3   | −0,8 | −3,6 | −7,1 | −22,5 | −36,8 | −44,9 | −47,1 |
| Record de chaleur (°C)            | 5,5   | 4,3   | 14,5 | 26,9  | 31,7  | 33,9 | 35,5 | 35,2 | 28,7 | 21,6  | 10,6  | 5,5   | 34,4  |
| Précipitations (mm)               | 35    | 26    | 24   | 37    | 45    | 63   | 77   | 65   | 50   | 52    | 44    | 40    | 558   |

## Villes jumelles
- Bakhtchyssaraï (Ukraine)
- Tarnów (Pologne)
- Waterville (États-Unis)

## Personnalités
Vladimir Kosinsky (1945-2011), nageur, triple médaillé olympique.